# Uttoxeter
Uttoxeter is een civil parish in het bestuurlijke gebied East Staffordshire, in het Engelse graafschap Staffordshire. De plaats telt 13.000 inwoners.

## Geboren
- Adam Peaty (28 december 1994), zwemmer

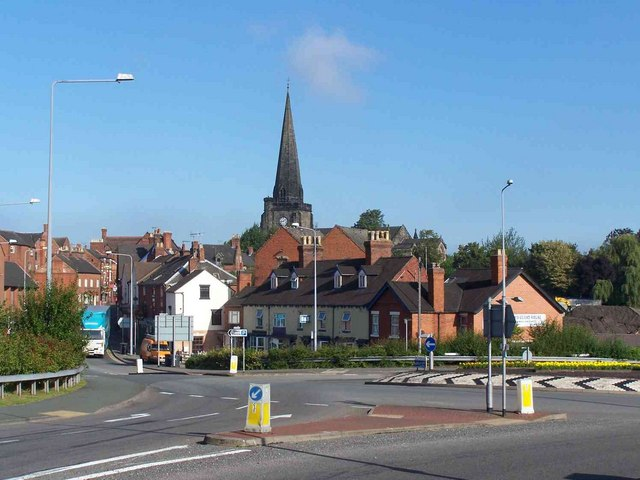